# NGC 7378
NGC 7378 est une galaxie spirale barrée située dans la constellation du Verseau. Cette galaxie a été découverte par l'astronome allemand Wilhelm Tempel en 1879. Sa vitesse par rapport au fond diffus cosmologique est de 2 229 ± 25 km/s, ce qui correspond à une distance de Hubble de 32,9 ± 2,3 Mpc (∼107 millions d'al).

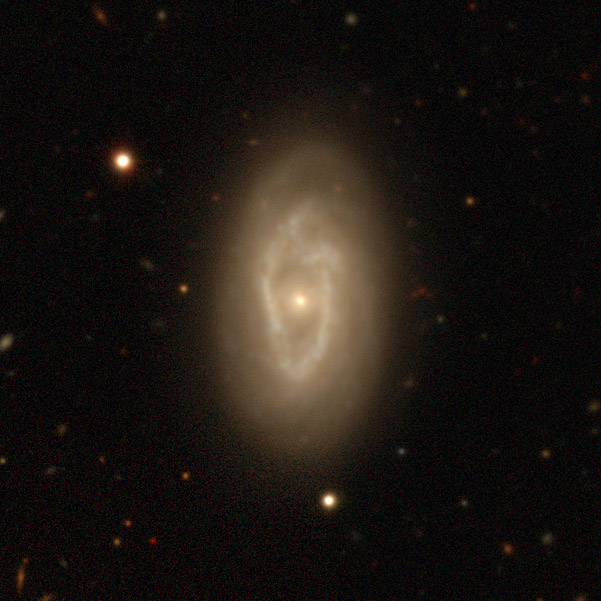
NGC 7378 par le projet « Legacy Surveys DR10 ».

La classe de luminosité de NGC 7378 est I-II et elle présente une large raie HI. C'est aussi une galaxie active de type Seyfert 2. 	
À ce jour, dix mesures non basées sur le décalage vers le rouge (redshift) donnent une distance de 30,480 ± 4,139 Mpc (∼99,4 millions d'al), ce qui est à l'intérieur des valeurs de la distance de Hubble.